# Rari Nantes Napoli
La Rari Nantes Napoli è una società pallanuotistica con sede a Napoli.

## Storia
Fondato nel 1905 il 15 febbraio a ridosso della scogliera di Santa Lucia, il Circolo fu ribattezzato Rari Nantes Napoli nel 1927. Divenne uno dei punti di riferimento per gli sport acquatici cittadini, con particolare riferimento alla pallanuoto maschile, sport nel quale la squadra vinse 5 scudetti tra il 1939 e il 1950.
La Rari Nantes Napoli disputò campionati nella massima serie nazionale fino alla seconda metà degli anni Settanta del secolo scorso, periodo nel quale ebbe avvio la fase di declino che portò i partenopei a navigare tra serie A2 e serie B sino al 2018.
La stagione 2018-2019 si concluse con la storica retrocessione della Rari Nantes Napoli in serie C.

## Rose
- Rari Nantes Napoli 2016-2017

### 2018-19
| N° |                   | Ruolo | Giocatore        |
| -- | ----------------- | ----- | ---------------- |
|    | Italia (bandiera) | D     | Davide Truppa    |
|    | Italia (bandiera) | D     | Ignazio Ciniglio |
|    | Italia (bandiera) | CV    | Andrea Ricci     |
|    | Italia (bandiera) | CV    | Andrea Criscuolo |
|    | Italia (bandiera) | A     | Fabio Maglitto   |

| N° |                   | Ruolo | Giocatore             |
| -- | ----------------- | ----- | --------------------- |
|    | Italia (bandiera) | A     | Alfredo Riccitiello   |
|    | Italia (bandiera) | A     | Andrea Renzuto Iodice |
|    | Italia (bandiera) | CB    | Marcello Cali         |
|    | Italia (bandiera) | CB    | Ciro Autiero          |
|    | Italia (bandiera) | CB    | Stefano Mauro         |

### Staff tecnico
| Allenatore: | Elios Marsili |

## Palmarès

### Trofei Nazionali
- Campionato italiano: 5

1939, 1941, 1942, 1949, 1950
- Trofeo del Giocatore: 9

1947, 1948, 1950, 1952, 1953, 1956, 1965, 1966, 1968

### Trofei giovanili
- Campionato italiano Juniores: 5

1954, 1956, 1966, 1967, 1968
- Campionato italiano Allievi: 6

1947, 1951, 1952, 1953, 1955, 1965

### Onorificenze
- Stella d'oro al merito sportivo